# Social Security
I USA er Social Security den almindeligt anvendte betegnelse for det føderale Old-Age, Survivors, and Disability Insurance (OASDI) (på dansk: Alderdoms-, Efterladte- og HandicapForsikring (AEHF)) program og administreres af Social Security Administration. Den oprindelige Social Security Act blev i 1935 underskrevet af Franklin D. Roosevelt, og den nuværende version af loven, der er ændret, omfatter adskillige sociale velfærds- og socialforsikringsprogrammer.
Den gennemsnitlige månedlige Social Security ydelse var i december 2019 på 1.382 USD. De samlede omkostninger af Social Security programmet for året 2019 var $1.059 trillion eller omkring 5 procent af USA's BNP det år.
Social Security finansieres primært gennem lønsumsafgifter, der kaldes for Federal Insurance Contributions Act skat (FICA) eller Self Employed Contributions Act Skat (SECA). Løn og lønindtjening i omfattet beskæftigelse er op til en bestemt grænse, specifikt bestemt under loven, omfattet af den sociale sikrings lønsumsafgift. Løn og lønindtjening over denne grænse beskattes ikke. I 2021 var den højeste skattepligtige indtjening $142,800.
Social Security er næsten universel med omkring 94 procent af personerne i lønnet beskæftigelse i USA, der arbejder i omfattet beskæftigelse. Imidlertid er 6,6 millioner statslige- og lokaltansatte statsarbejdere i USA, eller 28% af alle statslige- og lokaltansatte ikke dækket af Social Security men i stedet pensionsordninger, der drives på statsligt eller lokalt plan.
Social Security lønsumsafgifter indkræves af Internal Revenue Service (IRS) og er formelt betroet til Federal Old-Age and Survivors Insurance (OASI) Trustfonden og Federal Disability Insurance (DI) Trustfonden, de to Social Security Trustfonde. Social Security indtægter overskred udgifterne mellem 1983 og 2009, hvilket øjede trustfondenes balancer. Pensioneringen af den store baby-boom-generation vil imidlertid sænke saldi. Uden lovændringer forventes trustfondreserver for henholdsvis OASI- og DI -fonde, at blive opbrugt i årene 2034 og 2065. Skulle der ske en udtømning, ville indgående lønsumsafgift og anden indtægt kun være tilstrækkelig til at betale 76 procent af OASI-ydelserne fra 2035 og 92 procent af DI-ydelserne, der starter i 2065.
Al lovlige beboere, der arbejder i USA, har nu med få undtagelser deres eget individuelle Social Security nummer.